# Ojcze masz
Ojcze masz – fabularny film krótkometrażowy z 2013 roku. Reżyserski debiut Kacpra Lisowskiego. Film powstał w ramach programu „30 Minut”.

## Fabuła[1]
Bohater filmu to punkrockowy muzyk Marcel. Pomimo tego, że jest już po czterdziestce, wciąż się nie ustatkował. Jego życie to pasmo imprez i koncertów zgodnie z hasłem „no future” (brak przyszłości). Pewnego wieczoru spotyka dawną przyjaciółkę Basię. Zdarzenia następujące po spędzonej wspólnie nocy sprowadzają jego życie na zupełnie nowe tory.

## Obsada
- Arkadiusz Jakubik – Marcel
- Przemysław Strojkowski – Józek
- Agnieszka Przepiórska – Basia
- Łukasz Simlat – ojciec Józka
- Marek Sarba-Borys – członek zespołu Marcela
- Michał Skrok-Edzik – członek zespołu Marcela
- Szymon Rząca – „Jamnik”
- Irena Melcer – Sylwia
- Katarzyna Baurska – Ela
- Michał Czernecki – lekarz
- Anna Kerth – lekarka
- Tomasz Dedek – Tadeusz
- Marek Kossakowski – manager
- Natalia Szyguła – pielęgniarka
- Małgorzata Obuszyńska – pacjentka
- Wojciech Asiński – blondyn
- Sylwia Nowiczewska – zakonnica
- Radosław Tropisz – ochroniarz
- Dominika Krężel – młoda matka
- Tomasz Krężel – młody ojciec
- Kacper Krężel – niemowlak
- Radosław Rożniecki – właściciel baru

## Nagrody
- 2014 – Kraków (Krakowski Festiwal Filmowy) – Srebrny Lajkonik dla najlepszego krótkometrażowego filmu fabularnego.
- 2014 – Clermont-Ferrand (Międzynarodowy Festiwal Filmów Krótkometrażowych) – Nagroda Jury Młodych
- 2014 – Opole (Festiwal Filmowy Opolskie Lamy) – Nagroda Specjalna Jury w kategorii: fabuła
- 2015 – Warszawa (Najlepsze Niezależne Filmy Świata „Grand Off”) – Nagroda dla najlepszego aktora Arkadiusz Jakubik
- 2015 – Jelenia Góra (Międzynarodowy Festiwal Filmowy „Zoom-Zbliżenia”) – Nagroda dla najlepszego filmu fabularnego
- 2016 – Nagroda Polskiego Kina Niezależnego im. Jana Machulskiego – Nominacja w kategorii:Najlepsza reżyseria